# Renacimiento Unido Nacional
Renacimiento Unido Nacional (RUNA) es un partido político peruano fundado por el exministro Ciro Gálvez. Anteriormente era denominado Renacimiento Andino. Actualmente se encuentra en proceso de inscripción.
Contó para el período 2019-2022 con 2 consejeros regionales, 3 alcaldes provinciales, 17 regidores provinciales, 21 alcaldes distritales y 119 regidores distritales.
Según la última versión de la Relación de afiliados válidos informados por la organización política emitida por el Registro de Organizaciones Políticas (ROP) cuenta con 7,675 afiliados válidos.

## Historia
De acuerdo al estatuto del partido el partido inicia como un movimiento independiente que posterior adquiere el estatus de partido político al ser inscrito el 19 de agosto de 2002, y cambió a su nombre actual el 15 de junio de 2013.

### Primera participación
En 1992, el notario Ciro Gálvez fundó el partido político Renacimiento Andino y luego en las elecciones generales del 2001, postuló a la presidencia de la República quedando en sexto puesto.
En dichas elecciones, el partido también presentó candidatos al Congreso de la República en todas las regiones del país, sin embargo, solo obtuvieron a Eduardo Salhuana como único representante en el parlamento.

### Elecciones del 2006
Para las elecciones generales del 2006. se presentó nuevamente como candidato presidencial pero el 7 de abril del 2006, dos días antes de las elecciones, se retiró de la contienda de manera extraoficial, expresando su apoyo a la candidatura de Lourdes Flores, pero no presentó una renuncia formal y no afectó la votación. Recibió el 0,186% de los votos, quedando en el puesto 15 de la contienda electoral.

Primer logo del partido Renacimiento Andino desde 1992 hasta el 2006

### Cambio de nombre
El 15 de junio de 2013 refundó su partido Renacimiento Andino, cambiándole el nombre a Renacimiento Unido Nacional debido a que querían, según palabras de Gálvez "relanzar el movimiento con un nombre que es más inclusivo". El partido hizo alianza con la agrupación independiente Siempre Unidos, del alcalde de Los Olivos Felipe Castillo.
El 28 de octubre de 2020 Gálvez inscribió su precandidatura para las Elecciones generales de Perú de 2021. Él comentó que "Enfrentarán las elecciones del 2021 con sus propios militantes, sin alianza electoral ni política, ni con personajes conocidos". Como resultado, el partido obtuvo el 0.50% de votos, sin representación parlamentaria, perdiendo así su inscripción. 
En 2024, el partido cambia de nombre a Resurgimiento Unido Nacional, manteniendo sus siglas como RUNA, con el objetivo de reinscribirse para participar en las próximas elecciones. Sin embargo, el partido no apelo a tiempo su inscripción con fecha limite del 12 de abril del 2025, Gálvez rechazo la tacha contra su partido asegurando que cumplieron todos los requisitos legales y de no tener vinculos con el partido Perú Libre.
En Junio del mismo año, el partido logra su inscripción ante el JNE, pero no participaría en las elecciones generales del 2026, sino en las elecciones regionales y municipales del mismo año
.

## Resultados electorales

### Elecciones presidenciales
|  | 0.80 % |

|  | 0.18 % |

|  | 0.62 % |

### Elecciones parlamentarias
|  | 1.4 % |

|  | 0.70 % |

|  | 1.79 % |

|  | 0.76 % |

### Elecciones al Parlamento Andino
|  | 0.62 % |

|  | 0.97 % |

### Elecciones regionales y municipales
| Año  | Gobiernos Regionales                       | Alcaldías Provinciales                     | Alcaldías Distritales                      |
| Año  | Representantes                             | Representantes                             | Representantes                             |
| ---- | ------------------------------------------ | ------------------------------------------ | ------------------------------------------ |
| 2002 | 0/25                                       | 5/196                                      | 28/1874                                    |
| 2006 | 0/25                                       | 2/196                                      | 9/1874                                     |
| 2018 | Participaron en alianza con Siempre Unidos | Participaron en alianza con Siempre Unidos | Participaron en alianza con Siempre Unidos |